# Paratrichius
Paratrichius är ett släkte av skalbaggar. Paratrichius ingår i familjen Cetoniidae.

## Dottertaxa tillParatrichius, i alfabetisk ordning[1]
- Paratrichius akane
- Paratrichius alboguttatus
- Paratrichius albolineatus
- Paratrichius alexis
- Paratrichius becvari
- Paratrichius campagnei
- Paratrichius castanus
- Paratrichius circularis
- Paratrichius cruentus
- Paratrichius discolor
- Paratrichius diversicolor
- Paratrichius doenitzi
- Paratrichius duplicatus
- Paratrichius elegantulus
- Paratrichius festivus
- Paratrichius flavipes
- Paratrichius fujiokae
- Paratrichius geibiensis
- Paratrichius guttatus
- Paratrichius hajeki
- Paratrichius hatay
- Paratrichius inscriptus
- Paratrichius itoi
- Paratrichius jansoni
- Paratrichius kucerai
- Paratrichius kyushuensis
- Paratrichius loi
- Paratrichius malaisei
- Paratrichius marmoreus
- Paratrichius meridionalis
- Paratrichius nicoudi
- Paratrichius nitidicauda
- Paratrichius nomurai
- Paratrichius oberthueri
- Paratrichius obscurus
- Paratrichius osimanus
- Paratrichius papilionaceus
- Paratrichius pauliani
- Paratrichius pouillaudei
- Paratrichius pulchellus
- Paratrichius pullatus
- Paratrichius ricchiardii
- Paratrichius riekoae
- Paratrichius rotundatus
- Paratrichius rubrodecoratus
- Paratrichius rufescens
- Paratrichius sakaii
- Paratrichius saucius
- Paratrichius septemdecimguttatus
- Paratrichius siamicus
- Paratrichius taiwanus
- Paratrichius thibetanus
- Paratrichius tigris
- Paratrichius turnai
- Paratrichius versicolor
- Paratrichius vicinus
- Paratrichius vitalisi
- Paratrichius vittatus